# Пливајући замајац
Пливајући замајац или двомасени замајац (енгл. Dual-mass flywheel) је ротирајући машински део који служи да очува ротациону енергију у системима где извор ротације није континуиран баш као и обичан замајац. Његова додатна улога је да смањи вибрације, то се остварује тако што сам замајац чине два дела који се донекле могу ротирати супротно један од другог помоћу опруга.
Конструкција пливајућега замајца спречава динамичке ударе при стартовању и смањује вибрације које потичу од рада мотора, када долази до нагле промене обртаја радилице. На радилицу не делује константна сила која је тера да се окреће, већ практично добија ударе које након експлозије у цилиндру са клипа преноси клипњача. Стога се јављају вибрације и немиран рад мотора. Да би се добило равномерније окретање радилице, односно да би се „испеглали” удари клипова, на крај радилице се поставља замајац. Он практично функционише као тег који својом масом не дозвољава нагле промене у брзини окретања радилице. Што је замајац тежи, то боље обавља свој задатак, али ни ту не сме да се претерује зато што се онда јављају други проблеми, као на пример, мотору би требало више напора приликом убрзавања.